# جورج ساندورس
جورج ساندورس (بالإنجليزية: Josh Saunders)‏ (2 مارس 1981 بغرانتس باس في الولايات المتحدة - ) هو لاعب كرة قدم أمريكي في مركز حراسة المرمى. شارك مع منتخب الولايات المتحدة تحت 23 سنة لكرة القدم ومنتخب بورتوريكو لكرة القدم. أما مع النوادي، فقد لعب مع ريال سالت ليك وسان خوسيه إيرثكويكس ولوس أنجلوس غلاكسي ونادي نيويورك سيتي وبورتلاند تمبرز وPuerto Rico Islanders ‏ وسان أنتونيو سكوربيونز وPortland Timbers (2001–2010) ‏ وFort Lauderdale Strikers (2006–2016) ‏.

## وصلات خارجية
- جورج ساندورس على موقع الدوري الأمريكي (الإنجليزية)
- جورج ساندورس على موقع إي إس بي إن إف سي (الإنجليزية)
- جورج ساندورس على موقع قاعدة بيانات كرة القدم.إي يو (الإنجليزية)
- جورج ساندورس على موقع ناشيونال فوتبول تيمز (الإنجليزية)
- جورج ساندورس على موقع Soccerway.com (الإنجليزية)
- جورج ساندورس على موقع عالم كرة القدم.نت (الإنجليزية)
- جورج ساندورس على موقع AS.com (الإسبانية)